# Marguerite Moreno
Marguerite Moreno, pseudonimo di Marguerite Monceau (Parigi, 15 settembre 1871 – Touzac, 14 luglio 1948), è stata un'attrice francese.

## Biografia

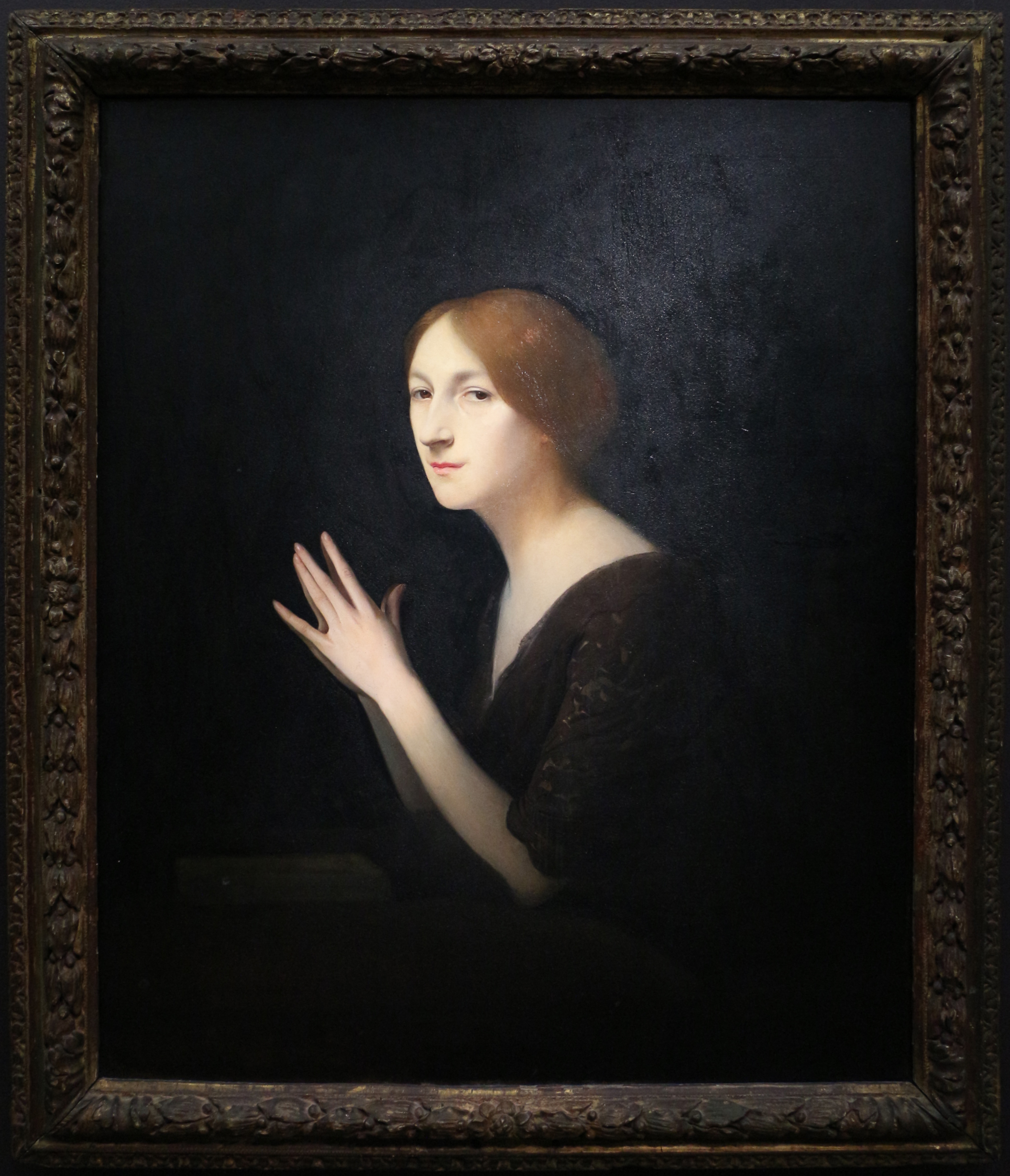
Ritratto di Marguerite Moreno, 1899, eseguito da Joseph Granié, Museo d'Orsay

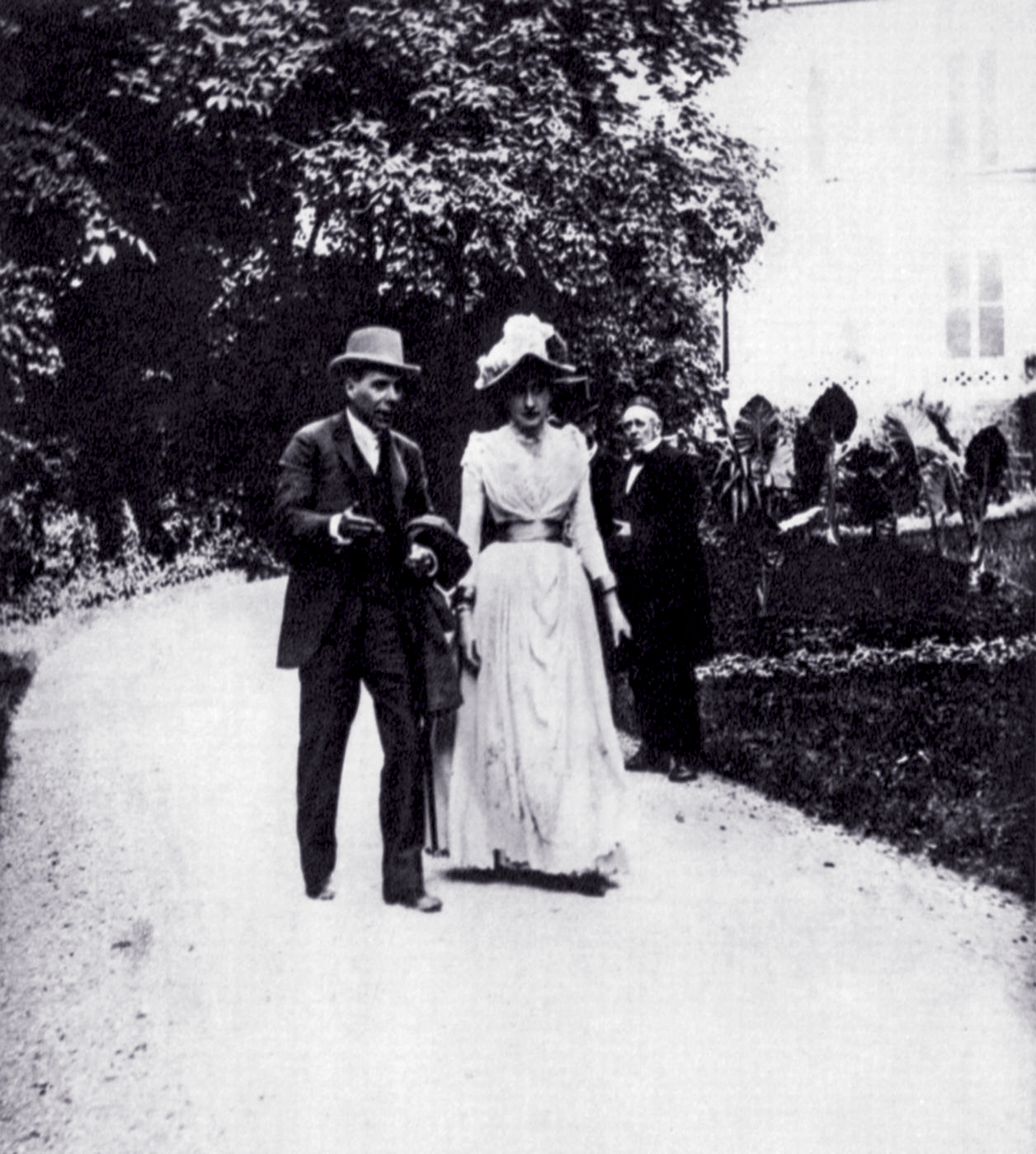
Benoît-Constant Coquelin e Marguerite Moreno, nel 1890

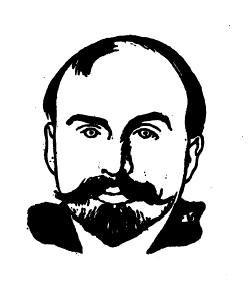
Caricatura di Marcel Schwob, nel 1898

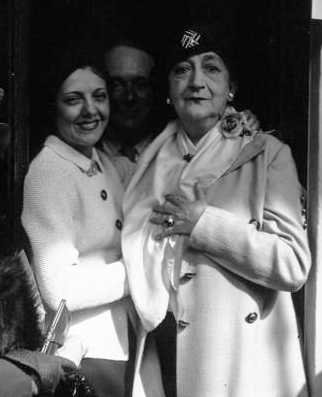
Suzy Vernon e Marguerite Moreno nel 1934

Marguerite Moreno nacque a Parigi nel 1871, figlia di un matematico, Pierre Monceau e di Charlotte Moreno, di origine spagnola, una donna indipendente che non esitò ad aprire un ufficio nonostante l'opposizione di suo marito, e così finirono per separarsi.
Marguerite da giovane aiutò sua madre nell'educazione dei quattro fratelli e si appassionò alla poesia, soprattutto quella di Paul Verlaine.
Si iscrisse al Conservatoire national supérieur d'art dramatique, nonostante la disapprovazione materna e poco dopo esordì alla Comédie-Française, nel 1890, ottenendo rapidamente il successo, soprattutto in Les femmes savantes e Phèdre, ricevendo gli apprezzamenti di Anatole France e di Sarah Bernhardt, oltre a quelli di Colette, con la quale strinse una lunga e duratura amicizia.
Fu amica e musa dei poeti simbolisti, quali Stéphane Mallarmé e Paul Valéry; ebbe una relazione con il poeta Catulle Mendès, poi con lo scrittore Marcel Schwob che,  follemente innamorato di lei, scrisse nel 1895: «Sono a completa disposizione di Marguerite Moreno, le è permesso di fare tutto quello che vuole con me e questo include uccidermi». Si sposarono nel settembre del 1900, ma non fu un matrimonio felice e Schwob morì nel 1905.
Trasferitasi nel 1908 a Buenos Aires, dove insegnò dizione alla sezione francese del Conservatoire, dopo la prima guerra mondiale rientrò in patria, a Parigi, dove ricominciò con successo la sua carriera, mettendosi in evidenza tra le due guerre sui palcoscenici e sullo schermo francesi, spesso assieme a Lucien Guitry, Louis Jouvet e Maurice Chevalier, in opere quali La dame de pique (1937),  La vita trionfa (1937), diretto da Marcel Pagnol, dove interpretò la parte della zia Mameche, Evasione (1943), Carmen (1945) di Christian-Jaque, dove interpretò la parte di Dorotea.
Nel 1946 portò al trionfo, accanto a Louis Jouvet, La folle de Chaillot che Jean Giraudoux aveva scritto per lei.
Ha lasciato interessanti memorie: La statue de sel et le bonhomme de neige (1926); Le Moderne savoir-vivre (1930); Souvenirs de ma vie (1948).
Marguerite Moreno morì all'età di settantasette anni il 14 luglio 1948 a Touzac.

## Pubblicazioni
- Une Française en Argentine, Georges Crés editore, 1914;
- La Statue de sel et le bonhomme de neige : souvenirs de ma vie et quelques autres, Flammarion, 1926;
- Le Moderne savoir-vivre, Société parisienne d'édition, 1930;
- Souvenirs de ma vie, prefazione di Colette, introduzione di Robert Kemp, Éditions de Flore, 1948.

## Filmografia
- Debout les morts!, regia di André Heuzé - cortometraggio (1916)
- Le Capitaine Fracasse, regia di Alberto Cavalcanti (1929)
- Paramount en parade, regia di Charles de Rochefort (1930)
- Cognasse, regia di Louis Mercanton (1932)
- Le Chasseur de chez Maxim's, regia di Karl Anton (1933)
- La Poule, regia di René Guissart (1933)
- Rien que des mensonges, regia di Karl Anton (1933)
- Paris-Deauville, regia di Jean Delannoy (1934)
- I miserabili (Les misérables), regia di Raymond Bernard (1934)
- Il romanzo di un baro (Le roman d'un tricheur), regia di Sacha Guitry (1936)
- Tout va très bien madame la marquise, regia di Henry Wulschleger (1936)
- Le perle della corona (Les Perles de la couronne), regia di Sacha Guitry e Christian-Jaque (1937)
- Evasione (Douce), regia di Claude Autant-Lara (1943)
- Carmen, regia di Christian-Jaque (1945)
- Les Malheurs de Sophie, regia di Jacqueline Audry (1946)
- L'idiota (L'idiot), regia di Georges Lampin (1946)
- Lo spettro del passato (Un revenant), regia di Christian-Jaque (1946)
- L'assassin est à l'écoute, regia di Raoul André (1948)

## Teatro
- L'Infidèle di Georges de Porto-Riche, Théâtre d'Application (1890);
- La Légende du cœur di Jean Aicard, Théâtre Sarah-Bernhardt (1903);
- Le Dieu vert d'Albert Keim, Théâtre Sarah-Bernhardt (1903);
- La Sorcière di Victorien Sardou, Théâtre Sarah-Bernhardt (1903);
- Les Ames ennemies di Paul-Hyacinthe Loyson, Théâtre Antoine (1907);
- Le Phalène d'Henry Bataille, Théâtre du Vaudeville (1913);
- Atalia (Athalie) di Jean Racine, Théâtre Sarah-Bernhardt (1920);
- Le Courrier di Lyon d'Émile Moreau, Paul Siraudin e Alfred Delacour, Théâtre de la Porte-Saint-Martin (1920);
- La Bataille di Pierre Frondaie, regia di Firmin Gémier, Théâtre Antoine (1921);
- La Dernière Nuit de Don Juan d'Edmond Rostand, Théâtre de la Porte-Saint-Martin (1922);
- La Bouquetière des innocents d'Anicet Bourgeois e Ferdinand Dugué, Théâtre de la Porte-Saint-Martin (1922);
- Le Phénix di Maurice Rostand, Théâtre de la Porte-Saint-Martin (1923);
- Chipée ! d'Alex Madis, Théâtre de l'Avenue (1926);
- L'Enfant de cœur di René Fauchois, regia di René Rocher, Comédie Caumartin (1927);
- Mauvais ange d'André Birabeau, regia di René Rocher, Comédie Caumartin (1927);
- Ventôse di Jacques Deval, regia di René Rocher, Comédie Caumartin (1927);
- Le Cercle di William Somerset Maugham, regia di Lucien Rozenberg, Théâtre des Ambassadeurs (1928);
- L'Homme de joie di Paul Géraldy e Robert Spitzer, Théâtre de la Madeleine (1929);
- Le Train fantôme d'Arnold Redley, regia di Madeleine Geoffroy, Théâtre de la Madeleine (1929);
- Le Sexe faible d'Édouard Bourdet, Théâtre de la Michodière (1929);
- Bluff di Georges Delance, Théâtre des Variétés (1931);
- Le Cercle di William Somerset Maugham, regia di Lucien Rozenberg, Théâtre des Ambassadeurs (1933);
- Le Mot de Cambronne di Sacha Guitry, regia di Sacha Guitry, Théâtre de la Madeleine (1936);
- La Folle de Chaillot di Jean Giraudoux, regia di Louis Jouvet, Théâtre de l'Athénée (1945).